# 18a Mostra Internacional de Cinema de Venècia
La 18a Mostra Internacional de Cinema de Venècia va tenir lloc del 25 d'agost al 8 de setembre de 1957.

## Jurat
- René Clair (França) (president)[2]
- Vittorio Bonicelli (Itàlia)
- Ettore Giannini (Itàlia)
- Penelope Houston (Regne Unit)
- Arthur Knight (Estats Units)
- Miguel Perez Ferrero (Espanya)
- Ivan Pyryev (URSS)

## Pel·lícules en competició
| Títol                         | Director(s)       | País de producció |
| ----------------------------- | ----------------- | ----------------- |
| Bitter Victory                | Nicholas Ray      | Estats Units      |
| Aparajito                     | Satyajit Ray      | Índia             |
| Oeil pour oeil                | André Cayatte     | França            |
| A Hatful of Rain              | Fred Zinnemann    | Estats Units      |
| Tron de sang (Kumonosu-jō)    | Akira Kurosawa    | Japó              |
| Il maestro                    | Aldo Fabrizi      | Itàlia            |
| Malva                         | Vladimir Braun    | Unió Soviètica    |
| Le notti bianche              | Luchino Visconti  | Itàlia            |
| Something of Value            | Richard Brooks    | Estats Units      |
| La història d'Esther Costello | David Miller      | Regne Unit        |
| Un ángel pasó por Brooklyn    | Ladislao Vajda    | Espanya           |
| Rendez-vous à Melbourne       | René Lucot        | França            |
| Samo ljudi                    | Branko Bauer      | Iugoslàvia        |
| Ubaguruma                     | Tomotaka Tasaka   | Japó              |
| Los salvajes                  | Rafael Baledón    | Mèxic             |
| I sogni nel cassetto          | Renato Castellani | Itàlia/ França    |

## Premis
- Lleó d'Or:
  - Aparajito (Satyajit Ray)
- Lleó d'Argent:
  - Le notti bianche (Luchino Visconti)
- Copa Volpi:
  - Millor Actor - Anthony Franciosa - (A Hatful of Rain)
  - Millor Actriu - Dzidra Ritenberga - (Malva)
- Premi Nou Cinema 
  - Millor pel·lícula - Aparajito (Satyajit Ray)
  - Millor actor - Anthony Franciosa - (A Hatful of Rain)
  - Millor actriu - Eva Marie Saint - (A Hatful of Rain)
- Premi San Giorgio e
  - Something of Value (Richard Brooks)
- Premi FIPRESCI 
  - Aparajito (Satyajit Ray)
- Premi OCIC 
  - A Hatful of Rain (Fred Zinnemann)
- Pasinetti Award
  - A Hatful of Rain (Fred Zinnemann)